# Mustafa Fehmi Kubilay

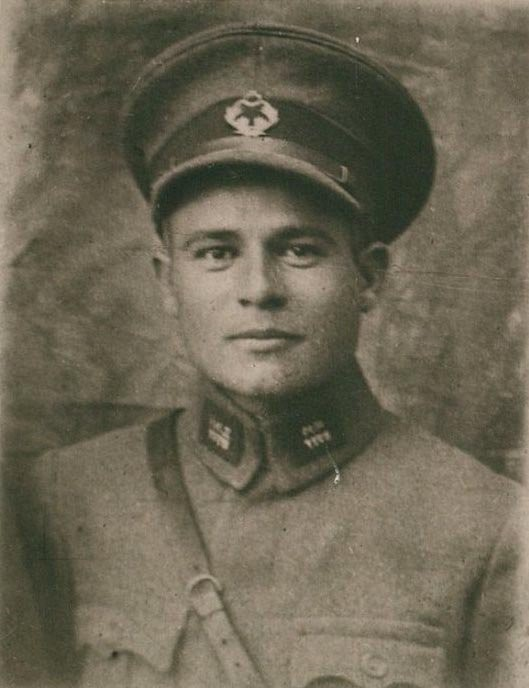
Mustafa Fehmi Kubilay (1930)

Mustafa Fehmi Kubilay (* 1906 in Kozan, Adana, Türkei als Mustafa Fehmi; † 23. Dezember 1930 in Menemen) war ein türkischer Lehrer und Reserveoffizier. Durch seine Ermordung durch religiöse Fanatiker wurde er eine Symbolfigur des türkischen Laizismus.

## Leben
Kubilay wurde 1906 in Kozan geboren. Seine Familie war 1902 aus Kreta eingewandert und siedelte sich später in Izmir an. Mit tatsächlichem Namen hieß er Mustafa Fehmi. Die schulische Ausbildung absolvierte er in den Jahren 1913–1919 in Aydın. Anschließend begann er eine Ausbildung zum Beruf des Schneiders und bestand während der Lehre die Aufnahmeprüfung für die Lehrerausbildung in Antalya. Die Ausbildung zum Lehrer schloss er im Jahre 1926 ab. Während seiner Ausbildung nahm Mustafa Fehmi den Namen Kubilay an. Damit folgte er der weit verbreiteten Tradition, sich den Namen eines bekannten Türken aus vorislamischer Zeit zuzulegen. Kubilay arbeitete zunächst in Aydın als Lehrer. Später arbeitete er an der Zafer-Grundschule in Menemen.

## Tod

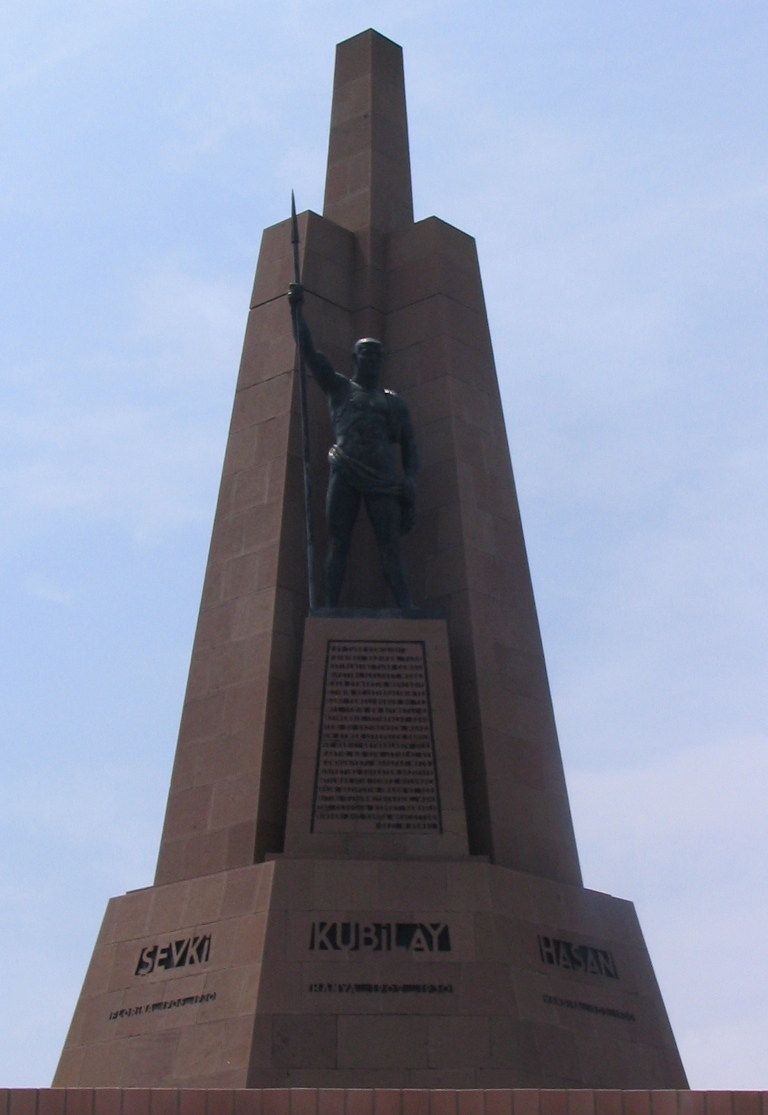
Şehit Kubilay Anıtı-Märtyrer-Kubilay-Denkmal in Menemen

Kubilay wurde im Jahre 1930 bei einem religiös motivierten Aufstand gegen die 1923  durch Mustafa Kemal Atatürk eingeleitete Säkularisierung der Republik Türkei in Menemen angeschossen und anschließend geköpft. Der Mord wird in der Türkei nach dem Namen des Ermordeten als Kubilay-Ereignis (türk. Kubilay Olayı) oder nach dem Ort der Tat als Menemen-Ereignis (türk. Menemen Olayı) bezeichnet. Bei den Ereignissen kamen noch zwei weitere Personen ums Leben. Die Täter waren religiöse Fanatiker. Angeführt wurden sie von einem Derwisch namens Mehmet, der sich zuvor zum Mehdi ausgerufen hatte und angab, die Religion schützen zu wollen. Mehmet stand in Verbindung mit dem bekannten Nakşibendi-Scheich Esat Efendi aus Istanbul.
Die Regierung rief den Ausnahmezustand aus und ließ mehr als 2000 Personen verhaften. Insgesamt 105 Personen wurden vor ein Militärtribunal gestellt. Das Gericht verhängte 37 Todesurteile, von denen 28 vollstreckt wurden. In laizistischen Kreisen der Türkei gilt Kubilay als Opfer von religiösem Fanatismus. Die Armee veranstaltet in Menemen jährlich eine Gedenkfeier zu seinen Ehren.